# 크라이시스 (드라마)
《크라이시스》(영어: Crisis)는 2014년 3월 16일부터 6월 21일까지 NBC에서 방영된 미국의 액션 스릴러 텔레비전 시리즈이다.

## 출연진
메인
- 더멋 멀로니
- 레이철 테일러
- 랜스 그로스
- 제임스 래퍼티
- 맥스 마티니
- 마이클 비치
- 홀스턴 세이지
- 맥스 슈나이더
- 질리언 앤더슨

리커링
- 데이비드 앤드루스
- 존 앨런 넬슨
- 마크 밸리